# Phasia africana
Phasia africana là một loài ruồi trong họ Tachinidae.